# Margalida Barceló i Rosselló
Margalida Barceló i Rosselló (Palma, 1930 - 19 de desembre de 2007) fou una empresària mallorquina.
El 1973 Margalida fundà, de la mà de Maria Teresa Rattier, l'Associació de Dones Empresàries de Balears (ASEME). ASEME naixia amb l'objectiu d'ajuntar les dones empresàries i les que ocupaven càrrecs d'alta gestió en les societats per fer un front comú en pro de la igualtat. En paraules de Margalida Barceló “la entidad se gestó en el seno de los sindicatos verticales franquistas” que li delegaren la representació en un congrés de dones empresàries argentines, que se celebrà a Madrid el mateix any de la seva fundació.
Presidenta i vicepresidenta, respectivament, treballaren en pro de la integració i de la igualtat de les dones en el món empresari i des d'ASEME promogueren no només aquesta participació de les dones sinó també la fundació de la Confederació d'Associacions d'Empresaris de Balears (CAEB); de la Confederació Espanyola d'Organismes Empresarials (CEOE) (ASEME en fou sòcia cofundadora); de l'Organització de Dones Empresàries i Gerència Activa (OMEGA); de la Federació Iberoamericana de Dones Empresàries (FIDE) i de la Federació de Dones Empresàries del Mediterrani (AFAEMME).
Margalida, a banda de presidenta-fundadora d'ASEME, fou vocal de relacions públiques de la Confederació Espanyola de Dones Empresàries i gestionà, com a empresària del món turístic que era, l'hotel Albatros, de la seva propietat. Com a reconeixement de la seva trajectòria professional rebé diversos guardons i homenatges, entre els quals en trobam un de la Federación Iberoamericana de Mujeres Empresarias, atorgat l'any 2004.